# Rhapsody in Rivets
Rhapsody in Rivets (literalmente, en inglés,  Rapsodia en remaches) es un cortometraje animado de la serie Merrie Melodies, dirigido por Friz Freleng y estrenado en 1941. El filme no posee diálogos, y muestra cómo un grupo de personajes construye un edificio al ritmo de la Rapsodia húngara n.º 2 de Franz Liszt. Fue nominado al premio Óscar en la categoría de mejor cortometraje animado.

## Trama
El cortometraje parte mostrando un sitio en construcción, donde todos los personajes son animales antropomórficos. El capataz de la obra, que es un león, es recibido con aplausos por un grupo de espectadores. El león lleva consigo un plano del edificio que van a construir, y lo despliega sobre una mesa. Utilizando el plano a modo de partitura, el capataz comienza a dirigir a sus trabajadores como si se tratara de una orquesta, al ritmo de la Rapsodia húngara n.º 2 de Franz Liszt. Los trabajadores siguen el ritmo de la canción con sus herramientas, mientras construyen el edificio.
A medida que el cortometraje avanza, los trabajadores continúan construyendo el edificio, el cual se eleva hacia el cielo. Cuando el capataz anuncia que queda poco tiempo para terminar el turno del día, la dirección de la canción se hace más frenética, al igual que la construcción de la obra. Tras finalizar la construcción, uno de los trabajadores cierra la puerta del edificio, lo que provoca que se desmorone completamente.

## Recepción
Rhapsody in Rivets fue nominado a un premio Óscar en la categoría de mejor cortometraje animado, pero el galardón lo obtuvo Salvamento gatuno de Walt Disney Productions.